# Droga wojewódzka 521
Die Droga wojewódzka 521 ist eine polnische Woiwodschaftsstraße, die in Ost-West-Richtung verläuft und die beiden Woiwodschaften Pommern und Ermland-Masuren miteinander verbindet. Auf einer Länge von 46 Kilometern verläuft sie durch den Powiat Kwidzyński (Kreis Marienwerder) und den Powiat Iławski (Kreis Deutsch Eylau) und stellt ein Bindeglied dar zwischen der Nationalstraße 16 und der Woiwodschaftsstraße 536 sowie den Nationalstraßen 55 und 90 und den Woiwodschaftsstraßen 515, 518, 520 und 522.
Im Abschnitt von Iława (Deutsch Eylau) bis Susz (Rosenberg) folgt die Woiwodschaftsstraße 521 der Trasse der ehemaligen deutschen Reichsstraße 144.